# Корпонай Іван Тиберійович
Іван Тиберійович Корпонай (нар. 13 лютого 1969, с. Ракошино, Мукачівський район, Закарпатська область, УРСР) — український футболіст, нападник. Двоє його братів — Тиберій та Адальберт — також футболісти.

## Кар'єра гравця
Вихованець ракошинської ДЮСШ. Першою командою майстрів у кар'єрі Івана стало в 1990 році ужгородське «Закарпаття». У 1991 році футболіст перейшов у «Кремінь». У цьому клубі 7 березня 1992 року в матчі проти вінницької «Ниви» дебютував у Вищій лізі чемпіонату України. За три періоди Іван зіграв у складі «Кременя» понад 100 матчів.
У Вищій лізі грав також у командах «Металург» (Запоріжжя), «Нива» (Тернопіль), «Дніпро» (Дніпропетровськ), «Прикарпаття» (Івано-Франківськ) та «Чорноморець» (Одеса).
У 2002 році грав у Казахстані за «Атирау», з яким ставав срібним призером чемпіонату.
Із травня 2005 року на запрошення Руслана Забранського грав в аматорському «Металурзі» з Миколаєва.

## Досягнення
- Вища ліга чемпіонату Казахстану (у складі «Атирау»)
  -  Срібний призер: 2002

- Кубок України (у складі «Дніпра»)
  -  Фіналіст: 1996/97

- Перша ліга чемпіонату України (у складі «Миколаєва»)
  -  Переможець: 1997/98